# Los Nueve Arcos
| N25 | X1 | Z1 |

| N25 | X1 | Z1 |

Los Nueve Arcos era un término usado en la antigüedad por los egipcios para referirse a sus enemigos tradicionales: en general eran las áreas circundantes a Egipto, los vecinos (y por tanto potenciales enemigos) sobre las que el faraón ejercía o pretendía ejercer su dominio. Los pueblos incluidos en este término cambiaron con el transcurso del tiempo, por lo que no hay una lista concreta de los Nueve Arcos. Cuando se les representa en forma personalizada se diferencian por sus ropas, pero cuando se habla de ellos en general se les representa por nueve dobles semicirculos (nb, todos) colocados en tres columnas, tal como puede observarse en la base de la estatua de Nectanebo II. 

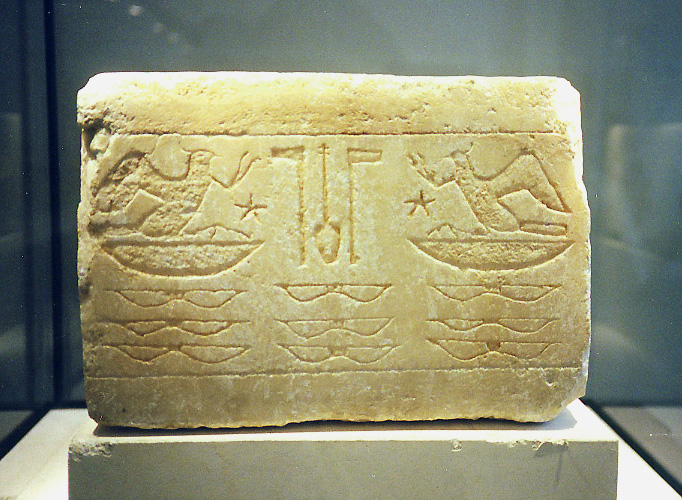
Los Nueve Arcos grabados en el pedestal de la estatua de Nectanebo II.

Durante los festivales de Heb Sed, cuya finalidad era la renovación de la fuerza física y la energía sobrenatural del faraón, este disparaba flechas hacia los puntos cardinales para renovar sus derechos de poder universal sobre los Arcos.

## Simbolismo
La expresión Los Nueve Arcos era la expresión simbólica de todos los grupos humanos sometidos por el faraón. El arco tenía el doble significado de representar el poder real, así como referirse a los pueblos enemigos. De hecho, en muchas representaciones figuran vencidos entregando su arco al faraón. Por otra parte, el número nueve representa la totalidad, el total de los totales, tres veces tres.

## Jefe del Arco
Existía también el título de Jefe del Arco (hry-pdt, el que está por encima del Arco), que probablemente designaba al comandante militar de las tropas destacadas en esa zona. En ocasiones el título aparece seguido del lugar (Jaemuaset, jefe del Arco de Kush) y en otras simplemente se indica Jefe del Arco del Señor de las Dos Tierras, sin indicación del territorio.

## Testimonios

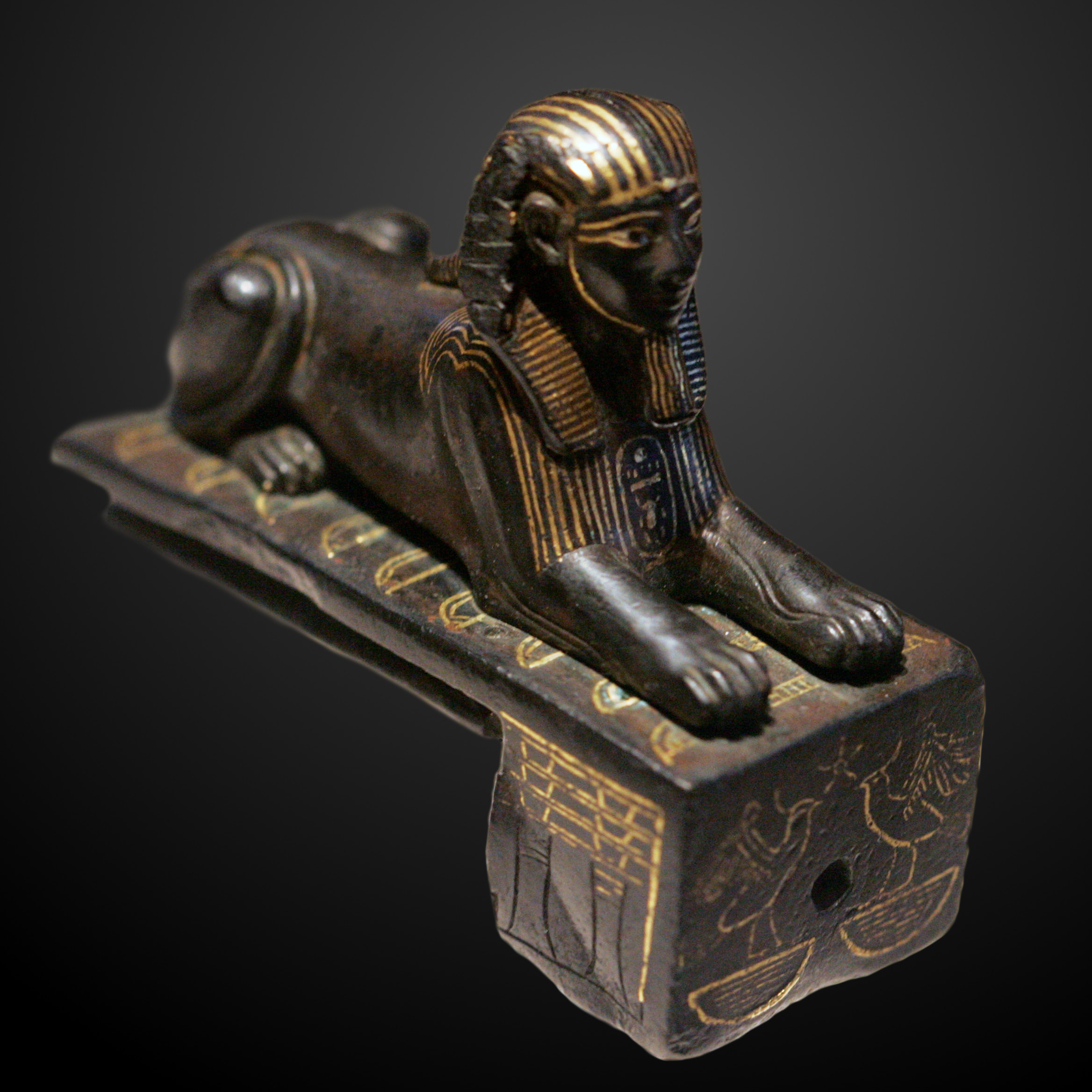
Esfinge de bronce de Tutmosis III recostado sobre los Nueve Arcos.

Una de las más antiguas representaciones de los Nueve Arcos está en una estatua sedente de Dyeser, faraón de la tercera dinastía, en la que sus pies descansan sobre ellos. El avefría (rḫyt) se asocia en la iconografía con la expresión «todos los pueblos me alaban». 
Esfinge de bronce de Tutmosis III (dinastía XVIII) mostrando al faraón recostado sobre los Nueve Arcos. En la parte frontal aparece «todos los pueblos me alaban». En el lateral aparecen los pilares del dominio, Dyed.
Seti I (dinastía XIX), en su Nombre de Nebty: Uehemmesut Sejemjepesh Derpedyetpesdyet «El que renace, poderoso que somete a los Nueve Arcos», utilizó dicha expresión para manifestar su poder sobre los «pueblos extranjeros».
De la época de Tutankamón (dinastía XIX) también hay una conocida representación de los Nueve Arcos: su tumba se cerró con una cuerda anudada, en la que se impresionó un sello de arcilla; este tiene a Anubis en su forma de chacal, tumbado sobre la lista de los Nueve Arcos. 
Pedestal de una estatua de Nectanebo II, dinastía XXX, en la que también aparece el clásico «todos los pueblos me alaban» junto con Ntr-Nfr: Faraón Magnífico.